# アオミドロ
アオミドロ（水綿、青味泥） は、接合藻のアオミドロ属 (学名: Spirogyra) のこと、またはこれに属する緑藻のことである。藻体は無分枝糸状であり、細胞内の葉緑体がリボン形でらせん状に配置していることを特徴とする（図1）。身近な淡水域に極めて普遍的に見られる。非常に大きな属であり、600種以上が記載されている。
アオミドロは身近な環境で大増殖することがあり、問題視されることがある。またアオミドロは学校教育における顕微鏡観察、有性生殖観察、光合成実験の材料として用いられることもある。

## 特徴

### 形態
藻体は多数の細胞が単列につながった糸状体であり、分枝しない (下図2a)。糸状体の一端に付着器 (仮根) を形成し基物に付着していることもあるが、しばしば付着せずに浮遊している。細胞は円筒形、直径 10 µm 程度のものから 200 µm 以上になるものまで多様だが、多くは 20–60 µm ほどであり、長さは直径より大きい (〜30倍)。細胞壁に囲まれ、しばしば厚い粘液質を伴うため、触るとぬるぬるする。細胞間の隔壁はふつう平板状だが (下図2a)、一部の種では環状のひだがある。特に決まった分裂細胞はもたず、基本的に全ての細胞が細胞分裂を行って細胞糸が伸長する。
葉緑体は1細胞に1–16個 (数は種によってほぼ一定)、リボン形であり、細胞表層にらせん状に配置している (下図2b)。非常にきついらせんを巻くもの (8回転する) から、ほとんどらせんにならずほぼまっすぐなものまである。葉緑体の縁はしばしば波打っており、葉緑体中には多数のピレノイドが存在する (下図2a, b)。
ふつう細胞中央付近に1個の核が存在し、その周囲を取り囲む原形質から原形質糸が周縁部へ放射状に伸びている (上図2c)。細胞内は表層部と核がある部分を除いて大きな液胞で占められていることが多く、そのため核を伴う原形質の部分が比較的明瞭に見える。

### 生殖
藻体の分断による無性生殖を行い、不動胞子やアキネート形成も見られることがある。また単為胞子 (無性的に形成される接合胞子様の胞子) を形成するものもいる。
接合による有性生殖を行う。接合様式として、ふつうはしご状接合、一部は側面接合を行う。はしご状接合では、対応する接合型 (交配型) の細胞糸が相対し、ふつう両方ときに片方から接合管が伸びて細胞間が連結される (下図3a)。相対する糸状体の多数の細胞間で接合管が形成されると、全体としてはしご状の外観を呈する (下図3a–d)。つながった細胞の原形質は鞭毛をもたない配偶子になり、形態的には雌雄の差がない同形配偶子であるが、その行動は異形である。つまり一方 (雄性) の配偶子が接合管を通って移動し (アメーバ運動)、移動しないもう一方 (雌性) の配偶子と融合する。側面接合では、同一の細胞糸内で隣接する細胞間が接合管でつながり、接合を行う。多くの種では雌雄同株 (同じ株内で接合を行う) であるが、一部は雌雄異株 (異なる株間でのみ接合) であることが報告されている。
接合子は堅固な細胞壁で覆われ、接合胞子とよばれる (上図3b–d)。この細胞壁は3層からなり、このうち中層はスポロポレニンを含み、種によって特徴的な装飾構造を示す。また接合胞子の色 (黄色から濃褐色) や外形 (多くは楕円形、種によってはレンズ形や球形) にも多様性がある。接合胞子は散布体かつ休眠細胞となる。発芽時に減数分裂を行い、その結果生じた4核のうち1個が残り、新個体となる。つまり生活環の中で接合子 (接合胞子) のみが複相 (染色体が2セット) である。葉緑体の遺伝では、母親由来の葉緑体が残り、父親由来の葉緑体は消失する。

## 生態

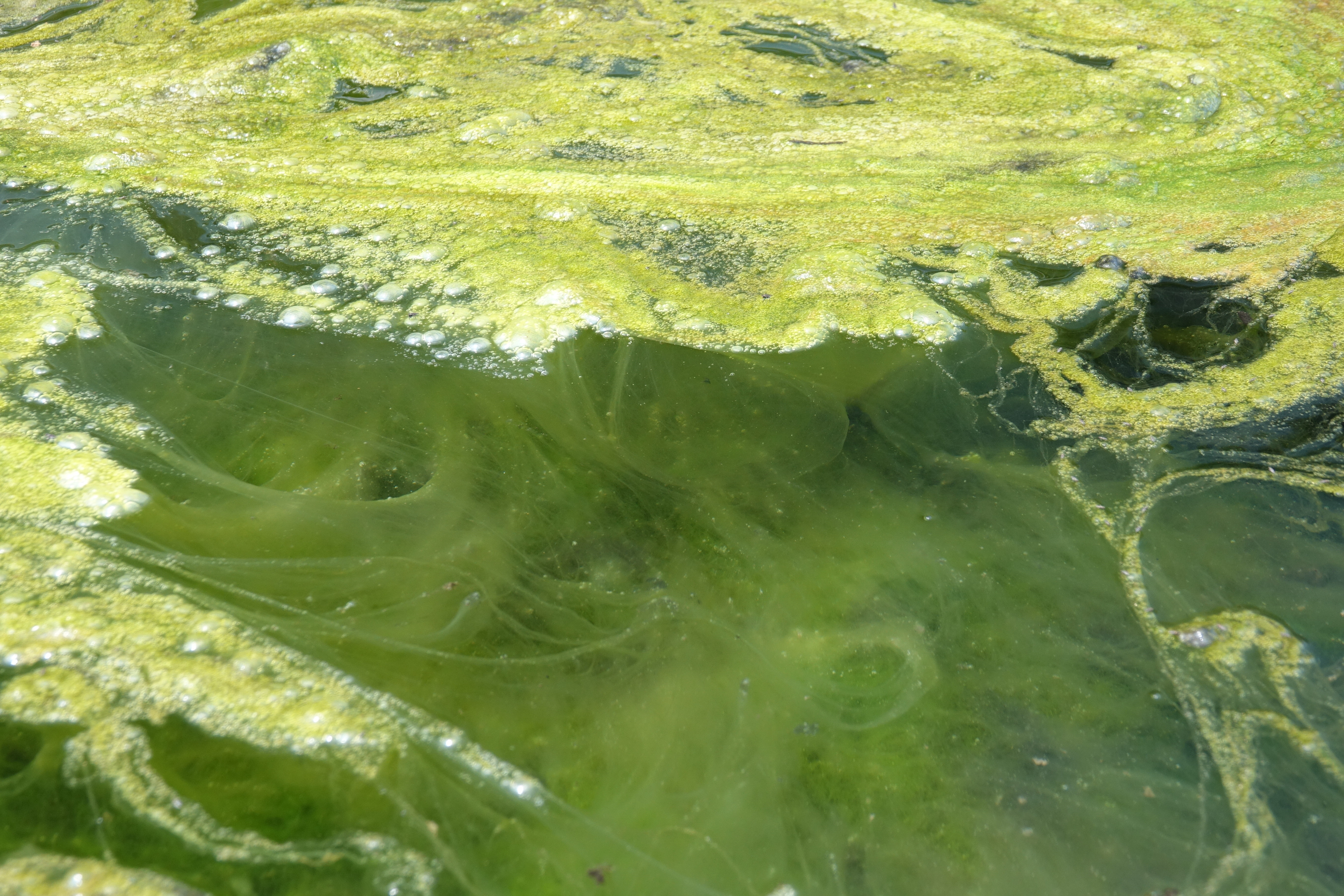
4. 水中と水面で繁茂するアオミドロ

熱帯から極地まで世界中の淡水域に広く分布する。池や沼、溝など止水域から流水域まで極めて普遍的に見られる (図4)。高層湿原にはまれ。基物に付着または浮遊し、しばしば目立つマットを形成する。一般に中栄養から富栄養、好気的な水域を好む。
上記のようにアオミドロはしばしば大量に生育しており、重要な生産者であると共に、さまざまな生物に生育場所を提供している。また他の藻類との競争や草食魚による植食、ツボカビ類や卵菌、原生生物による寄生が報告されている。一部の種は重金属耐性をもち、細胞壁表層に重金属を集積することが示されており、またこれを利用したバイオレメディエーションへの応用が試みられている。
日本では、水温が20°C前後になると水田にアオミドロが大増殖し、水温や地温の低下、苗のなぎ倒し、肥料養分の収奪などで害を与えることがある。対策としては、水田の中干し（一時的に水を抜く）、藻類対象の農薬（モゲトン粒剤、モゲトンジャンボ）の散布などが広報されている。またビオトープ形成のためにつくられた池など人工環境においてアオミドロが大増殖することもあり、景観悪化のほか、水流のせき止め、死後の腐敗などが問題視されることがある。対策として光制限や浄化装置、水草による栄養塩除去、草食魚の導入などが試みられている。

## 分類
アオミドロ属はホシミドロ綱 (接合藻綱) に属し、21世紀初頭まではホシミドロ目、ホシミドロ科に分類されていた。しかしこの意味でのホシミドロ目やホシミドロ科は単系統群ではなく、分子系統学的研究からは、アオミドロ属がホシミドロ属に近縁ではないことが示唆されていた。2022年には326遺伝子に基づく系統解析が行われ、アオミドロ属がチリモ目の姉妹群の位置にあることが示されたことから、独自のアオミドロ目、アオミドロ科に分類することが提唱された。
アオミドロ属に類似した属として、テムノギラ属 (Temnogyra) とシロゴニウム属 (Sirogonium) がある。テムノギラ属の栄養細胞 (通常時の細胞) はアオミドロ属と区別できないが、接合様式に違いが見られる。テムノギラ属では、接合管形成後に細胞が不等分裂し (つながっている箇所の細胞の方が小さい)、大型の細胞が不稔細胞 (sterile cell) として残される。そのため、完成した状態では接合胞子に隣接して不稔細胞が存在する。シロゴニウム属は細胞直径に対する細胞長が短く (ふつう2–4倍)、葉緑体がほぼまっすぐであることが多い。ただしこのような特徴をもつアオミドロ属の種もいる。また粘液質をあまり分泌しないため、手触りがぬるぬるしていない。シロゴニウム属の接合様式はアオミドロ属と大きく異なり、明瞭な接合管は形成されず、細胞糸が屈曲することで直接接してつながる。またテムノギラ属と同様に、不等分裂によって配偶子になる細胞と不稔細胞が形成される。シロゴニウム属では配偶子は形態的にもやや異形であり、やや小型の雄性配偶体が移動して母細胞壁内に留まるやや大型の雌性配偶子と接合する。
ただし分子系統学的研究からは、テムノギラ属とシロゴニウム属はアオミドロ属の中に含まれてしまうことが示されている。そのため、将来的にはこの2属をアオミドロ属に含める、または2属を含めてアオミドロ属を複数の属へ再編成することになると考えられている。
接合藻の中には、ヒザオリ属 (Mougeotia) やホシミドロ属 (Zygnema) などアオミドロ属と同様に無分枝糸状体である属がいくつか知られている。また接合藻以外にも、サヤミドロ属 (緑藻綱サヤミドロ目)、ミクロスポラ属 (緑藻綱ヨコワミドロ目)、ヒビミドロ属 (アオサ藻綱)、クレブソルミディウム属 (クレブソルミディウム藻綱) など無分枝糸状である緑藻がいくつか存在する。しかしアオミドロ属 (およびテムノギラ属、シロゴニウム属) の葉緑体の形態は特異であり、明らかにこれらの緑藻とは異なる。
アオミドロ属には極めて大きな属であり、およそ600種以上が記載されており、Guiry & Guiry (2020) ではそのうちおよそ530種が分類学的に認められている。また廣瀬 & 山岸 (1977) は日本産の種として79種を報告している。種の分類形質としては有性生殖、特に接合様式や接合胞子の特徴が重視されるが、栄養細胞の直径や隔壁の特徴、葉緑体の特徴なども分類形質に用いられる。ただし形態的に同一の種が大きな遺伝的多様性を示すことがあり、隠蔽種 (形態的には区別できないが生殖的には隔離された種) が多数存在する可能性が指摘されている。またアオミドロ属では、培養株内で多倍性 (ゲノムが2倍以上になる) が生じることが知られている。多倍化によって細胞直径などの形態変化が起こり、またこのような多倍化が種分化に関与している可能性が指摘されている。
分子系統学的研究からは、アオミドロ属内 (テムノギラ属とシロゴニウム属を含む) に、およそ7つの系統群が認識されている。このような系統群と形態形質との明瞭な対応関係は見られず、頻繁な平行進化が起こったことが示唆されている。